# Guinea az olimpiai játékokon
Guinea 1968-ban vett részt első alkalommal az olimpiai játékokon, de a következő szereplése csak 1980-ban volt, ezután 2020-ig minden nyári sportünnepen jelen volt, de még nem képviseltette magát a téli olimpiai játékokon.
Guinea egyetlen olimpikonja sem szerzett még érmet.
A Guineai Nemzeti Olimpiai és Sportbizottság 1964-ben alakult meg, a NOB 1965-ben vette fel tagjai közé.